# 埃爾萬·翁根達
埃尔万·希基塔诺·安根達（法語：Hervin Scicchitano Ongenda；1995年6月24日—）是法國的職業足球運動員，司職前鋒，現時效力荷甲球會施禾利。

## 生涯
安根達首次出場在2013年1月6日法國盃對戰阿拉斯，堑013年8月3日法國超級盃對戰波爾多，73分鐘入替查維亞·柏斯托尼8分鐘後入球扳平比比分，最後巴黎聖日耳門2–1勝出首次法國足球甲級聯賽出場堑013年8月9日對戰蒙彼利埃體育會.
2014-15法國足球甲級聯賽被租借至法國足球甲級聯賽中的巴斯蒂亞‧

## 榮譽
巴黎聖日耳門
- 法國足球甲級聯賽: 2013–14
- 法國超級盃: 2013, 2014

## 外部連結
- Eurosport profile （页面存档备份，存于）
- France profile （页面存档备份，存于） at FFF
- 埃爾萬·翁根達 – 法國職業足球聯賽数据 – 支持法语（已存档）